# 坎季比涅 (新敖德薩區)
47°10′35″N 32°2′29″E / 47.17639°N 32.04139°E
坎季比涅（烏克蘭語：Кандибине），是烏克蘭南部的村莊，隸屬尼古拉耶夫州的尼古拉耶夫區。該村始建於1815年，面積0.57平方公里，海拔高度54米，2001年人口457，人口密度每平方公里801.8人。